# 聖公會梁季彜中學
聖公會梁季彜中學（英語：S.K.H. Leung Kwai Yee Secondary School）是香港九龍觀塘區一所津貼中學，主要以中文授課。位於九龍觀塘曉明街28號。該校為一所基督教中學，辦學團體為香港聖公會。該校學生分為4個社：紫社、紅社、藍社及綠社。

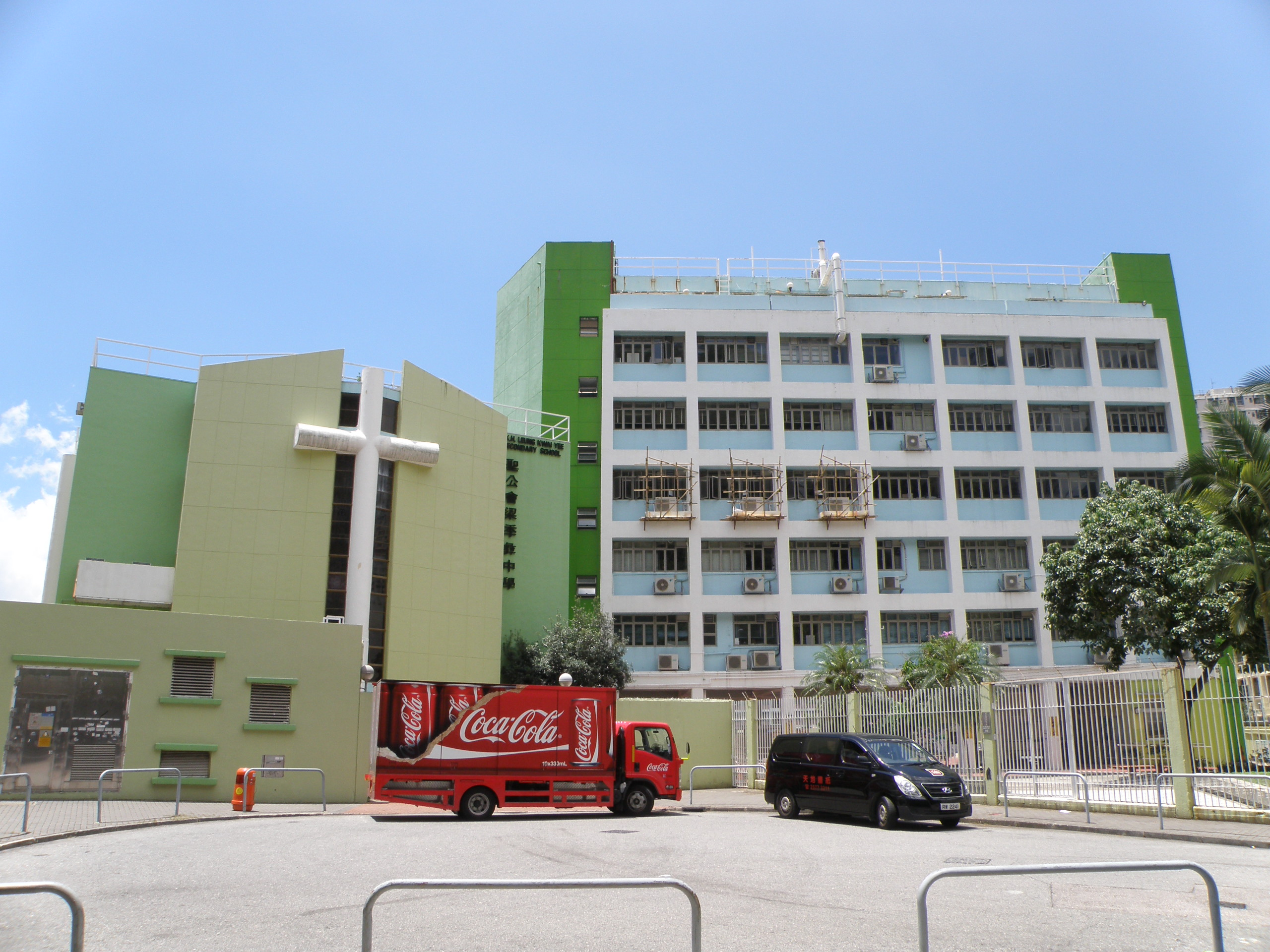
聖公會梁季彜中學的校舍外觀

## 校政管理
歷任校監
- 陳衍昌 法政牧師[3]
- 彭榮昌 法政牧師[4]
- 鄒小岳 律師[5]

歷任校長
- 1978年至1981年：王盛鎔 先生
- 1981年至2001年：梁雁群 先生[6]
- 2001年至2015年：陳麗燕 女士[7]
- 2015年至2022年：韓汶珊 女士[8]
- 2022年至今：司徒慧盈 女士

## 學校歷史
在1970年代，前香港市政局主席梁定邦的父親、廣安銀行的創辦人梁季彜為了貢獻聖公會，於是與時任香港聖公會吏長張榮岳商議捐助辦學一事。結果聖公會於1976年至1977年間獲政府批准於觀塘曉明街興建一所中學，並於1977年4月舉行校舍奠基儀式
至1978年，此校正式創立，首屆共招收480人；然而，由於校舍仍在興建，需借用同系聖公會聖約翰小學校舍上課，直至1980年永久校舍落成為止。
1981年，此校由聖公會白約翰會督主持獻校禮、梁季彜夫人主持開幕禮，並為該校命名為「聖公會梁季彜中學」以紀念梁季彜的善舉。翌年，此校正式轉為津貼中學。
2022年為45周年校慶，舉行一連兩日的開放日。

## 學校設施
該校擁有有蓋操場、操場、圖書館、體育設備室、多媒體教室、學生活動中心、社工室、禮堂、舞蹈室、英語角、電腦室、地理室、美術室、四間實驗室（分別為綜合科學實驗室、生物實驗室、物理實驗室及化學實驗室）、音樂室、醫療室、室内飯堂及室外飯堂、小食部。（其中圖書館及地理室分別於2023 ／2024完成翻新工程。）部份課室亦配有電子白板。

## 辦學
該校本基督精神辦學，培訓學生六育及均衡發展，讓學生認識福音，培養正確的人生觀，鍛鍊學生獨立思考，提升個人品格，使學生各展所長，履行公民責任。

## 著名/傑出校友
- 蔡東洲（2003年中七）：物理治療師，前民建聯成員，曾參選2018年3月香港立法會補選九龍西選區，但最終不敵前黨友鄭泳舜，得票排第三落敗。[12]
- 張建聲（2000年中五）：香港男演員
- 楊梓菁(前名：楊柳青)：香港女藝人
- 杜恆霖（2000年中三）：職業泰拳拳擊手及泰拳運動員
- 廖惠清（2000年中七）：香港高等教育科技學院食品與健康科學學系特任導師[13][14]
- 潘沛軒 ：香港男子足球運動員，司職前鋒，現效力香港超級聯賽球隊傑志。
- 陳軍政 ：ViuTV全民造星II參賽者、香港YouTuber